# Trouatoumti
Pour les articles homonymes, voir Salassa (homonymie).
Trouatoumti (ou Toulwatoungti) est un village de la commune de Mayo-Baléo situé dans la région de l'Adamaoua et le département du Faro-et-Déo, à proximité de la frontière avec le Nigeria.

## Population
Lors du recensement de 2005, le village comptait 270 personnes, 144 de sexe masculin et 126 de sexe féminin.

## Infrastructures sociales existantes
Le village contient une école privée protestante et une église protestante.